# Équipe du Maroc des moins de 17 ans de football
Cet article traite de l'équipe masculine. Pour l'équipe féminine, voir Équipe du Maroc féminine de football des moins de 17 ans.
Maillots
L'équipe du Maroc des moins de 17 ans est une sélection de joueurs de moins de 17 ans au début des deux années de compétition placée sous la responsabilité de la Fédération royale marocaine de football.

## Histoire
L’équipe du Maroc des moins de 17 ans a connus ces jours de gloire en 2013 en atteignant les demi-finales de coupe d’Afrique une première puis en atteignant les huitièmes de finale de coupe du monde la même année battue par l’équipe de la Côte d'Ivoire, champions d’Afrique en titre.
En 2022, les supporters de l’équipe du Maroc et de l’Algérie se sont violemment affrontés lors de la finale en Championnat arabe de football des moins de 17 ans. Par la suite, des sanctions ont été appliquées contre les deux équipes.
En novembre 2022, le Maroc remporte le tournoi de l'UNAF et parvient à assurer une place à la CAN 2017 qui a lieu en Algérie. Le 8 novembre, à l'occasion du premier match du Maroc -17 ans, les Marocains battent la Tunisie -17 ans sur un score de 2-0 grâce à des buts d'Abdelhamid Maali et Smail Bakhty. Le 11 novembre, les Marocains battent la Libye -17 ans grâce à l'unique but d'Adam Achter. Le 15 novembre, le Maroc bat l'Égypte -17 ans sur une victoire de 2-1 grâce à un doublé de Ayman Ennair, validant ainsi leur ticket pour la CAN U17.
En avril 2023, l'Algérie empêche l’équipe du Maroc U17 de se rendre à la Coupe d'Afrique des nations de football des moins de 17 ans 2023 via un vol direct avec la Royal Air Maroc à la suite de problèmes diplomatiques. La FIFA intervient le 28 avril 2023 à l'aide de son président Gianni Infantino qui parvient à régler le problème. Le 3 mai 2023, à l'occasion du deuxième match de poule de la CAN 2023, le Maroc parvient à battre le Nigeria -17 ans (victoire, 1-0), qui est la sélection la plus titrée en Coupe du monde des moins de 17 ans (5),,. Le 10 mai, en quarts, ils battent le pays hôte, l'Algérie -17 ans sur le score de 3-0 à Constantine, filent en demi-finale et valident leur ticket à la Coupe du monde -17 ans,. Les Marocains atteignent la finale de la compétition après une défaite en finale contre le Sénégal -17 ans (défaite, 2-1).
En avril 2025, sous la houlette du sélectionneur Nabil Baha, l'équipe du Maroc dispute la CAN U17 à domicile au Maroc, et parvient à remporter pour la première fois le titre grâce à une finale remportée contre le Mali dans la séance des tirs au but. L'équipe est alors automatiquement qualifiée à la prochaine Coupe du monde qui a lieu quelques mois plus tard au Qatar. Lors de cette compétition, Ilies Belmokhtar forme un duo exceptionnel avec Abdellah Ouazane, faisant énormément parler d'eux au sein de la presse locale. Ce dernier remporte même le titre du meilleur joueur de la compétition.

## Parcours en Coupe d'Afrique des nations des moins de 17 ans
- 1995 : Non qualifié
- 1997 : Non qualifié
- 1999 : Non qualifié
- 2001 : Non qualifié
- 2003 : Non qualifié
- 2005 : Non qualifié
- 2007 : Non qualifié
- 2009 : Non qualifié
- 2011 : Non qualifié
- 2013 : Quatrième
- 2015 : Non qualifié
- 2017 : Non qualifié
- 2019 : 1er tour
- 2023 :  Finaliste
- 2025 :  Vainqueur

## Parcours en Coupe du monde des moins de 17 ans
- 1985 : Non qualifié
- 1987 : Non qualifié
- 1989 : Non qualifié
- 1991 : Non qualifié
- 1993 : Non qualifié
- 1995 : Non qualifié
- 1997 : Non qualifié
- 1999 : Non qualifié
- 2001 : Non qualifié
- 2003 : Non qualifié
- 2005 : Non qualifié
- 2007 : Non qualifié
- 2009 : Non qualifié
- 2011 : Non qualifié
- 2013 : 1/8 finale
- 2015 : Non qualifié
- 2017 : Non qualifié
- 2019 : Non qualifié
- 2023 : 1/4 finale

## Palmarès

### Tournois continentaux
- Coupe d'Afrique des nations de football des moins de 17 ans
  -  Vainqueur : 2025
  -  Finaliste : 2023
- Championnat d'Afrique du Nord des nations de football des moins de 17 ans
  -  Vainqueur : 2007, 2011, 2018 et 2022
  -  Finaliste : 2009, 2014 et 2018
  -  Troisième : 2008, 2009, 2012 et  2015

- Championnat arabe de football des moins de 17 ans :
  -  Finaliste : 2022
  -  Troisième : 2012

## Anciens joueurs devenus internationaux A
| Anciens U17 | Anciens U17           | Anciens U17 | Anciens U17 |
| Période U17 | Joueur                | A           |             |
| ----------- | --------------------- | ----------- | ----------- |
| 2004        | Chahir Belghazouani   | 2012-2013   |             |
| 2011-2012   | Yahya Attiatallah     | depuis 2022 |             |
| 2013        | Sofyan Amrabat        | depuis 2017 |             |
| 2013        | Youssef Aït Bennasser | 2016-2019   |             |
| 2013        | Reda Tagnaouti        | depuis 2017 |             |
| 2014        | Hamza Mendyl          | depuis 2016 |             |
| 2015-2016   | Achraf Dari           | depuis 2022 |             |
| 2016        | Nassim Boujellab      | 2020        |             |
| 2018-2019   | Ez Abde               | depuis 2022 |             |

## Sélection actuelle
Les joueurs sont convoqués pour participer à la CAN 2025 des moins de 17 ans au Maroc.

### Appelés récemment
Les joueurs suivants ne font pas partie du dernier groupe appelé mais ont été retenus en équipe nationale lors des 6 derniers mois.
Les joueurs qui comportent le signe , sont blessés au moment de la dernière convocation.
Les joueurs qui comportent le signe , sont suspendus au moment de la dernière convocation.
| Pos. | Nom                | Date de Naissance | Sél. | Buts | Club             | Dernier appel                              |  |
| ---- | ------------------ | ----------------- | ---- | ---- | ---------------- | ------------------------------------------ |  |
| DF   | Aymane Bargach     | 20 septembre 2008 | 0    | 0    | RFC Liège        | vs Côte d'Ivoire -17 ans, 9 septembre 2024 |  |
| DF   | Amine Kharroubi    | 18 novembre 2008  | 10   | 0    | RS Berkane       | vs Côte d'Ivoire -17 ans, 9 septembre 2024 |  |
| ML   | Adam Khanouri      | 18 septembre 2008 | 7    | 0    | LOSC Lille       | vs Côte d'Ivoire -17 ans, 9 septembre 2024 |  |
| ML   | Wassim Dardake     | 12 février 2008   | 8    | 2    | Toulouse FC      | vs Côte d'Ivoire -17 ans, 9 septembre 2024 |  |
| ML   | Taha Nokry         | 14 février 2008   | 0    | 0    | Raja CA          | vs Côte d'Ivoire -17 ans, 9 septembre 2024 |  |
| ML   | Mohamed El Harrar  | 8 février 2008    | 7    | 0    | Deportivo Alavés | vs Côte d'Ivoire -17 ans, 9 septembre 2024 |  |
| ML   | Karim Naciri       | 7 février 2008    | 2    | 0    | RS Berkane       | vs Côte d'Ivoire -17 ans, 9 septembre 2024 |  |
| ML   | Karim Naciri       | 7 février 2008    | 2    | 0    | RS Berkane       | vs Côte d'Ivoire -17 ans, 9 septembre 2024 |  |
| AT   | Zakariya Aamchoune | 11 août 2008      | 1    | 0    | Le Havre AC      | vs Côte d'Ivoire -17 ans, 9 septembre 2024 |  |
| AT   | Walid El Miri      | 28 février 2008   | 4    | 0    | Elche CF         | vs Côte d'Ivoire -17 ans, 9 septembre 2024 |  |
| AT   | Fady Ouazzani      | 28 février 2008   | 1    | 0    | KRC Genk         | vs Côte d'Ivoire -17 ans, 9 septembre 2024 |  |
| DF   | Adam Baabit        | 7 février 2008    | 1    | 0    | Villarreal CF    | vs Côte d'Ivoire -17 ans, 9 septembre 2024 |  |